# HC Dynamo Pardubice
A HC Dynamo Pardubice egy cseh jégkorongcsapat Pardubicében. A csapat az első osztályú Tipsport Extraligában játszik.
A klub háromszoros csehszlovák és háromszoros cseh bajnok.

## Története
A csapatot 1923-ban alapították LTC Pardubice néven.

### Korábban használt nevek
- 1923 – LTC Pardubice (Lawn Tennis Club Pardubice)
- 1949 – fúze s Rapidem Pardubice ⇒ Sokol Pardubice
- 1950 – Slavia Pardubice
- 1952 – DSO Dynamo Pardubice (Dobrovolná sportovní organizace Dynamo Pardubice)
- 1960 – TJ Tesla Pardubice (Tělovýchovná jednota Tesla Pardubice)
- 1991 – HC Pardubice (Hockey Club Pardubice)
- 1995 – HC Pojišťovna IB Pardubice (Hockey Club Pojišťovna Investiční banka Pardubice)
- 1997 – HC IPB Pojišťovna Pardubice (Hockey Club Investiční a poštovní banka Pojišťovna Pardubice)
- 2002 – HC ČSOB Pojišťovna Pardubice (Hockey Club Československá obchodní banka Pojišťovna Pardubice)
- 2003 – HC Moeller Pardubice (Hockey Club Moeller Pardubice)
- 2009 – HC Eaton Pardubice (Hockey Club Eaton Pardubice)
- 2011 – HC ČSOB Pojišťovna Pardubice (Hockey Club Československá obchodní banka Pojišťovna Pardubice)
- 2015 – HC Dynamo Pardubice (Hockey Club Dynamo Pardubice)

## Helyezések
Csehszlovák Extraliga-bajnok: 1972-73, 1986-87, 1988-89
Cseh Extraliga-bajnok: 2004-05, 2009-10, 2011-12